# Carl Enhörning
Carl Enhörning, född 1745 i Bälinge i Södermanlands län, död 11 januari 1821 i Stockholm, var en svensk medaljgravör, son till kyrkoherden i Tuna i Södermanland  Carl Enhörning.
Enhörning var troligen först elev till Ljungberger och uppehöll sig åren 1780–86 i Köpenhamn, där det vid denna tid fanns en utmärkt gravörskola. 
Från 1788 uppträdde han med arbeten i Stockholm, där han sedan förblev bofast. Han kallades till ledamot av Målare- och Bildhuggareakademien och erhöll flera andra utmärkelser.  
Enhörnings arbeten framställer dels en mängd offentliga tilldragelser, dels bilder av många enskilda personer. Bildsidorna är i allmänhet väl och mjukt modellerade, men hans allmänna figurer har av eftervärlden inte ansetts vidare lyckade. Enhörning finns representerad vid bland annat Nationalmuseum i Stockholm.